# Instituto de Desenvolvimento do Município de Cariacica
O Instituto de Desenvolvimento do Município de Cariacica (IDESC), é uma autarquia ligada à Prefeitura Municipal de Cariacica, que trata das políticas públicas concernentes ao desenvolvimento econômico da cidade. 

## História
Fundado em 2015, através da Lei Municipal 5.489/2015, é o sucessor da extinta Companhia de Desenvolvimento de Cariacica - CDC, sociedade de economia mista que teve sua liquidação finalizada em 2020. 

## Atuação
O artigo 3º da Lei Municipal nº 5.489/2015, elenca o escopo de atuação da autarquia: 
I. A promoção e o fomento do desenvolvimento da atividade econômica no âmbito do Município de Cariacica;
II. A proposição e implantação das políticas de fomento às atividades econômicas do Município, sob a ótica do desenvolvimento sustentável;
III. A articulação e desenvolvimento de projetos estruturantes da economia municipal, observando a sua cadeia de valor, arranjos produtivos locais e possibilidade de integração em rede e capacitação para a exportação; 
IV. A elaboração de diagnóstico e acompanhamento da economia local;
V. A elaboração de estudos de mercado e produção de informações agregadas para os produtos locais;
VI. O apoio e o incentivo às ações voltadas ao empreendedorismo e ao desenvolvimento de atividades comerciais, industriais, serviços e agroindustriais;
VII. O apoio e incentivo às microempresas e aos pequenos negócios, desenvolvendo e implementando projetos que facilitem sua criação e crescimento;
VIII. O levantamento das potencialidades do Município e sua divulgação em nível nacional e internacional objetivando atrair novos negócios;
IX. A promoção de ações visando a atração e implantação de novas empresas no Município;
X. O incentivo das associações, cooperativas, empresas e outras organizações que mobilize capital e propiciem a ampliação e diversificação do mercado local de empregos;
XI. A promoção de estudos de viabilidade econômica para pequenas e microempresas, propondo convênios com órgãos de outras esferas de Governo e entidades não governamentais;
XII. A formulação e coordenação das políticas, projetos e ações voltadas para a capacitação e atualização de empreendedores;
XIII. A administração de espaço destinado ao empreendedor municipal;
XIV. A identificação de fontes para captação de recursos voltados para o desenvolvimento econômico do município, em articulação com a Secretaria Municipal competente;
XV. O fortalecimento das empresas já existentes e oferta de condições favoráveis ao seu crescimento;
XVI. A promoção de estudos e articulações relacionados ao desenvolvimento científico-tecnológico dos empreendimentos de natureza econômica do município;
XVII. O acompanhamento técnico-gerencial dos projetos de desenvolvimento econômico do Município;
XVIII. A articulação permanente com as demais Secretarias Municipais, com o Estado e com a União objetivando o desenvolvimento econômico sustentável do Município;
XIX. O gerenciamento, a coordenação, a execução e a fiscalização do estacionamento rotativo de veículos nas vias públicas do Município, se tal função lhe for delegada, por Decreto, pelo Prefeito Municipal;
XX. A coordenação, junto ao Governo do Estado, das questões relacionadas à Região Metropolitana da Grande Vitória;
XXI. A elaboração de análises/avaliações de projetos apresentados ao Município nas áreas de serviços, indústria, construção civil, tecnologia, agronegócio e turismo que possam ser de seu interesse;
XXII. A elaboração de relatórios periódicos de gestão para subsidiar as políticas públicas relacionadas ao desenvolvimento socioeconômico do Município;
XXIII. A celebração de convênios com entidades públicas ou termos de colaboração ou fomento com entidades privadas, observados os fins de sua criação;
XXIV. A contratação de estudos de viabilidade técnica, econômica e financeira necessários a cumprir as atividades da autarquia;
XXV. O estudo, a proposição, a outorga e o gerenciamento de permissão ou concessão de uso de bens públicos municipais e que a ele venha a se incorporar, quando delegados por ato do Poder Executivo;
XXVI. O estudo, proposição e gerenciamento do desenvolvimento de projetos realizados através de parcerias público privadas – PPPs;
XXVII. A promoção da melhoria da infraestrutura turística do Município através de investimentos em parceria com instituições públicas ou privadas;
XXVIII. O planejamento, coordenação e execução de projetos e atividades voltadas ao desenvolvimento do turismo no Município;
XXIX. A elaboração de estudos e projetos destinados ao aproveitamento das potencialidades turísticas do Município;
XXX. A criação de pontos de atratividade com implantação de equipamentos e atividades de turismo;
XXXI. A articulação com as secretarias e órgãos municipais visando ações integradas na melhoria da infraestrutura de turismo e na produção de informações sobre o Município;
XXXII. A promoção de levantamentos e estudos sobre o reflexo das atividades turísticas no Município, analisando custo e retorno dele decorrentes;
XXXIII. A promoção e execução de atividades voltadas ao turismo receptivo do Município, incentivando ações de agências de viagem, hotéis e empresas voltadas ao atendimento do turista;
XXXIV. O planejamento, coordenação e acompanhamento do fluxo turístico do Município, promovendo pesquisas e levantamentos que orientem ações voltadas à melhoria da qualidade de atendimento e recepção;
XXXV. A indicação e sugestão de imóveis para desapropriação pelo município objetivando desenvolvimento das atividades econômicas;
XXXVI. O planejamento, a coordenação e o acompanhamento de atividades e políticas voltadas à economia solidária do Município;
XXXVII. O planejamento, a coordenação e acompanhamento das atividades e políticas voltadas à economia solidária do Município;
XXXVIII. A promoção da integração das políticas públicas em prol da economia solidária do Município;
XXXIX. O fomento, a coordenação e a supervisão das ações relacionadas com a promoção da economia solidária e do cooperativismo como estratégias de enfrentamento do desemprego e da exclusão social a partir da qualificação profissional;
XL. A promoção de medidas de sustentabilidade nos empreendimentos de economia solidária e no cooperativismo visando a integração do consumo, a comercialização, a produção e o acesso crédito de maneira articulada, independente e democraticamente planejada;
XLI. O apoio das iniciativas associativas comunitárias, constituição e articulação de cooperativas populares, redes de produção e comercialização, feiras de cooperativismo e economia solidária;
XLII. A promoção da crescente participação dos empreendimentos das MPEs, da economia solidária e do cooperativismo nos espaços físicos institucionais, respeitando o caráter universal das leis municipais;
XLIII. O apoio à capacitação das cooperativas, associação de produtores e outras organizações, visando à legalização das atividades econômicas e a comercialização de seus produtos e serviços;
XLIV. A articulação junto à Prefeitura Municipal e outros órgãos, visando facilitar os trâmites burocráticos necessários às ações das MPEs, no que se refere à abertura de empresas e empreendedorismo juvenil;
XLV. A manutenção do intercâmbio e cooperação técnica com organizações do setor público e privado;
XLVI. A sensibilização das organizações parceiras do Município para os benefícios da economia solidária e do cooperativismo.

## Parcerias Público-Privadas - PPP
O Instituto de Desenvolvimento do Município de Cariacica - IDESC, é também a instância legitimada a coordenar o Programa de Parcerias Publico-Privadas - PPP Cariacica, destinado a promover, fomentar, coordenar, regular e fiscalizar a realização de Parcerias Público-Privadas no âmbito da Administração Pública Direta e Indireta do município, observadas as normas gerais previstas na Lei Federal Nº 11.079, de 30/12/2004, e demais normas aplicáveis à espécie.